# Buell Lightning XB12S
Die Buell Lightning XB12S ist ein Motorrad der Kategorie Naked Bike der „Buell Motorcycle Company“. Auf Grund ihres Aufbaus und der gesamten Optik kommt sie jedoch einem Streetfighter sehr nahe.
Zum Modelljahr 2004 folgte Buell dem Ruf nach mehr Leistung und Drehmoment und brachte mit der Lightning XB12S eine auf 1.203 cm³ Hubraum vergrößerte Version der ein Jahr früher vorgestellten Lightning XB9S auf den Markt.

## Technik
Die Bohrung des XB-Motors blieb mit 88,9 mm unangetastet, man vergrößerte lediglich den Hub von 79,4 auf 96,8 mm, was dem Triebwerk einerseits die gewünschte Steigerung des Drehmoments im unteren Drehzahlbereich bescherte, allerdings auch dafür sorgte, dass sich das nutzbare Drehzahlband unter Rücksichtnahme auf die Kolbengeschwindigkeit um ca. 1.000/min verringerte. Dies lässt den Motor bei sportlicher Fahrweise recht schnell „in den Drehzahlbegrenzer laufen“.
Die wichtigsten Änderungen zur XB9S sind: von 1,68:1 auf 1,50:1 angepasste Primärübersetzung, stärkerer Zahnriemen mit 14 statt 11 mm Teilung und das, Buell InterActive Exhaust genannte, aktive Auspuffsystem. Dabei reguliert eine Klappe im Endschalldämpfer den Abgasstrom, um Geräuschemission, Drehmomentverlauf und Leistungsabgabe zu optimieren. Sie wird über einen Stellmotor, abhängig von Motordrehzahl und Drosselklappenstellung, vom Steuergerät aktiviert. Den Durchmesser der Auspuffkrümmer vergrößerte man von 38,1 auf 44,5 mm, der Drosselklappenkörper wuchs von 45 auf 49 mm Durchmesser. Als Serienbereifung kam von MJ 2004 bis 2006 statt des Dunlop D207 der D208 zum Einsatz.

## Modellpflege
Zum Modelljahr 2005 vergrößerte man u. a. den Standrohrdurchmesser der Upside-Down-Gabel von 41 mm auf klassenübliche 43 mm.
Das Modelljahr 2006 wartete mit weiteren Änderungen auf: Der Lufteinlass im Rahmen zur Airbox entfiel (dies brachte ca. 0,5 l mehr Tankinhalt), Schaltung (leichter) und Getriebe (schrägverzahnt) wurden komplett überarbeitet um benutzerfreundlicher zu werden. Die Hinterradschwinge wurde neu designt und soll noch steifer sein als die vorherige. Des Weiteren reagierte Buell auf die qualitativ unzureichenden Gates-Zahnriemen und verbaut seitdem widerstandsfähigere der Firma Goodyear.
Beim Modelljahr 2007 beschränkte man sich auf die Optimierung der Airbox und die Umstellung von Dunlop D208 auf Pirelli Diablo T Reifen.
Ab 2008 wird der Motor mit einer direktangetriebenen Zahnradpumpe (Jargon: gerotor pump) ausgerüstet. Damit wurde das Problem um das verschleißende Schneckenrad im Winkelgetriebe der zuvor verbauten Ölpumpe abgestellt.